# Peter MacKay
Peter Gordon MacKay (Nueva Glasgow, Nueva Escocia, 27 de septiembre de 1965) es un político canadiense. Diputado en el Parlamento por Central Novoa, Ministro de Asuntos Exteriores y Ministro de la Agencia para la Promoción de la Canadá Atlántica.
Lideró el Partido Progresista-Conservador de Canadá, que se alió en 2003 con la Alianza Canadiense para formar el Partido Conservador de Canadá.
Graduado en Bachelor of Arts por la Acadia University en 1987, cursó Derecho en la Universidad de Dalhousie. Trabajó como abogado en Canadá y Alemania. En 1993 fue nombrado fiscal en Nueva Escocia. Elegido por vez primera a la Cámara de los Comunes de Canadá en 1997 por el distrito electoral de Pictou—Antigonish—Guysborough, fue reelegido en 2000 y 2006. En 2203 se presentó para liderar el Partido Progresista-Conservador. Consiguió en una reñida campaña obtener el apoyo suficiente y no tardó en unirse a Stephen Harper para formar el Partido Conservador que obtuvo la victoria en las elecciones de 2006, siendo nombrado por Harper (entonces ya primer ministro) como Ministro de Asuntos Exteriores y de la Agencia para la Promoción de la Canadá Atlántica.

## Biografía y carrera
MacKay nació en New Glasgow, Nueva Escocia. Su padre, Elmer MacKay, es un exministro del gabinete PC, hombre de negocios en la industria maderera, y abogado. Su madre, Macha MacKay (nacida Delap), es una psicóloga y activista por la paz, a través de ella, MacKay es descendiente de James Alexander, 3° conde de Caledon y James Grimston, 1° conde de Verulam.  MacKay creció en Wolfville, Nueva Escocia con sus tres hermanos. Se graduó de la Escuela Superior Horton de Greenwich, Nueva Escocia, y luego se graduó con una licenciatura en Artes de la Universidad de Acadia / Carleton University en 1987, MacKay luego estudió Derecho en la Universidad de Dalhousie y fue llamado a la Nova Scotia Bar en junio de 1991. Él trabajó para Thyssen Henschel, productor de acero, en Halifax, Nueva Escocia, y en Düsseldorf y Kassel, Alemania.
En 1993, MacKay aceptó un nombramiento como procurador de la Corona en la Región Central de Nueva Escocia. Procesó casos en todos los niveles, incluyendo la juventud y los tribunales provinciales, así como la Corte Suprema de Canadá. MacKay ha declarado públicamente que el gran impulso para su entrada en la política federal fueron sus frustraciones con las deficiencias del sistema de justicia, en particular, su percepción de que los tribunales no se preocupan por el impacto que tiene el crimen en las víctimas.